# Сазерленд-Левесон-Гоуэр, Джордж, 3-й герцог Сазерленд
Джордж Грэнвилл Уильям Сазерленд-Левесон-Гоуэр, 3-й герцог Сазерленд (19 декабря 1828 — 22 сентября 1892) — британский аристократ и политик из рода Левесон-Гоуэр. Именовался  виконтом Трентамом  с 1828 по 1833 год, графом Гоуэром  в 1833 году и  маркизом Стаффордом  с 1833 по 1861 год.

## Титулатура
3-й герцог Сазерленд (с 22 февраля 1861 года), 5-й виконт Трентам из Трентама, Стаффордшир (с 22 февраля 1861), 5-й граф Гоуэр (с 22 февраля 1861), 4-й маркиз Стаффорд (с 22 февраля 1861), 10-й баронет Гоуэр (с 22 февраля 1861), 21-й граф Сазерленд (с 22 февраля 1861), 7-й барон Гоуэр из Ститтенхема, Йоркшир (с 22 февраля 1861 года).

## Ранняя жизнь
Сазерленд родился 19 декабря 1828 года в Гамильтон-Плейс, Лондон. Старший сын Джорджа Сазерленда-Левесона-Гоуэра, 2-го герцога Сазерленда (1786—1861), и леди Гарриет Элизабет Джорджианы Говард (1806—1868).
Он получил образование в Итонском колледже и Королевском колледже Лондона.

## Карьера
Джордж Сазерленд был либеральным членом Палаты общин Великобритании от Сазерленда (1852—1861), пока не сменил своего отца на посту герцога в 1861 году.
Он принимал участие во многих государственных мероприятиях. Он был одним из членов британской делегации на коронации российского императора Александра II в 1856 году, принимал участие в публичном визите Гарибальди в Великобританию в 1864 году, присутствовал на открытии Суэцкого канала в 1869 году и сопровождал принца Уэльского (позже Эдуарда VII) в его государственном визите в Индию в 1876 году.
Джордж Сазерленд занимал должности лорда-лейтенанта графства Кромарти (1852—1891) и лорда-лейтенанта Сазерленда (1861—1892).
Сазерленд возглавлял комитет, организовывавший благотворительную деятельность для помощи тем, кто участвовал в русско-турецкой и зулусской войнах.

## Военные должности и почести
Джордж Сазерленд был полковником Сазерлендского полка шотландских добровольцев с 1864 по 1882 год и 20-го Мидлсекского стрелкового добровольческого корпуса (железнодорожных стрелков) в 1867 году. В 1859 году он был удостоен почетного членства в Институте инженеров и судостроителей Шотландии. В 1864 году он был произведен в кавалеры Ордена Подвязки, а в 1870 году стал членом Лондонского королевкого общества. Он был кавалером Большого Креста ордена Спасителя Греции.

## Железнодорожные интересы
Третий герцог сыграл ключевую роль в ранней истории Хайлендской железной дороги, будучи членом совета директоров компании и внося большой вклад в Сазерлендскую железную дорогу, построив железную дорогу герцога Сазерленда из своего собственного кармана, а также поддерживая Сазерлендскую и Кейтнесскую железную дороги. Хайлендская железная дорога управляла этими линиями, поглотив их в 1884 году.
Он был президентом железнодорожной компании Мон-Сени, которая построила первую железную дорогу Фелл и эксплуатировала ее с 1868 по 1871 год, чтобы обеспечить временный маршрут через Альпы для железнодорожных пассажиров из Кале в Бриндизи до завершения строительства железнодорожного туннеля Фрежюс.

## Личная жизнь

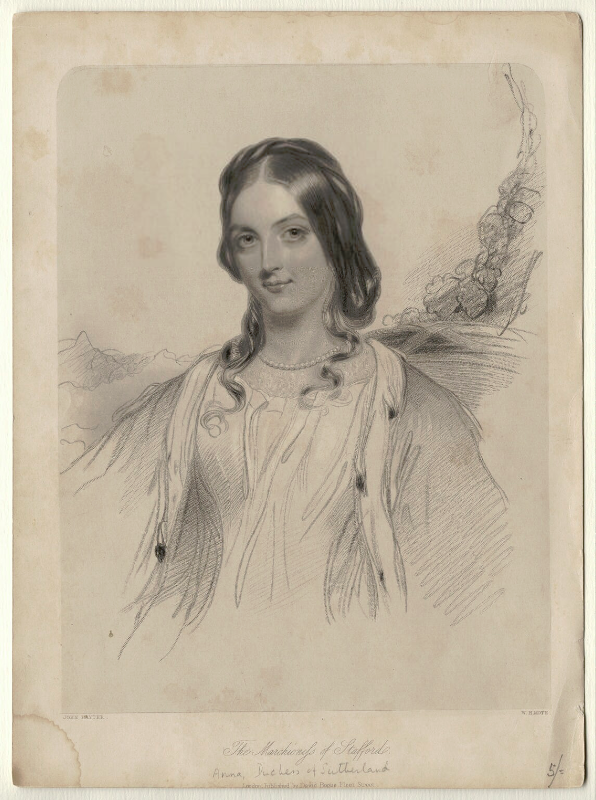
Энн Сазерленд-Левесон-Гоуэр, герцогиня Сазерленд, первая супруга Джорджа Сазерленда

27 июня 1849 года Джордж Сазерленд женился первым браком на Энн Хей-Маккензи (21 апреля 1829 — 25 ноября 1888), впоследствии ставшей графиней Кромарти (с 1861 года), 27 июня 1849 года в Кливден-хаусе в Бакингемшире. Вместе у них было пятеро детей:
- Джордж Грэнвилл Сазерленд-Левесон-Гоуэр, граф Гоуэр (5 августа 1850 — 28 января 1858), умерший в детстве[7]
- Кромарти Сазерленд-Левесон-Гоуэр, 4-й герцог Сазерленд (20 июля 1851 — 27 июня 1913)[7]
- Фрэнсис Маккензи Сазерленд-Левесон-Гоуэр, 2-й граф Кромарти[англ.] (3 августа 1852 — 24 ноября 1893)[7]
- Леди Флоренс Сазерленд-Левесон-Гоуэр (17 апреля 1855 — 10 октября 1881), которая в 1876 году вышла замуж за Генри Чаплина, 1-го виконта Чаплина (1840—1923)[7]
- Леди Александра Сазерленд-Левесон-Гоуэр (13 апреля 1866 — 16 апреля 1891), которая умерла незамужней[7].

Герцог Сазерленд отдалился от своей жены Энн за много лет до ее смерти в ноябре 1888 года. Менее чем через четыре месяца после ее смерти Сазерленд женился 4 марта 1889 года на Мэри Кэролайн (урожденной Мичелл) Блэр (1848 — 25 мая 1912). Брачной церемонией руководил епископ Флориды Эдвин Гарнер Вид. Этот брак вызвал скандал, поскольку общепринятый минимальный срок между смертью супруга и повторным браком составляет один год . Мэри была дочерью преподобного Ричарда Мичелла и Амелии Блэр, вдовой капитана Артура Киндерсли Блэра (1834—1883), ранее служившего в 71-м Хайлендском легком пехотном полку. Блэр ушел в отставку в 1861 году и работал земельным агентом и управляющим делами Сазерленда; миссис Блэр стала любовницей Сазерленда, и хотя смерть Блэра в 1883 году была официально зарегистрирована как случайная, в то время и позже было много предположений, что это могло быть самоубийство или даже убийство.
Джордж Сазерленд-Левесон-Гоуэр, 3-й герцог Сазерленд, умер в возрасте шестидесяти трех лет в замке Данробин и был похоронен 29 сентября 1892 года в Трентаме в Стаффордшире. Его титулы унаследовал старший из оставшихся в живых сыновей, Кромарти Сазерленд-Левесон-Гоуэр. Их второй сын, Фрэнсис, унаследовал титул своей жены как 2-й граф Кромарти после ее смерти в 1888 году.

## Недвижимость
Незадолго до своей смерти герцог Сазерленд фактически лишил наследства своих естественных наследников и попытался оставить все свои деньги второй жене, которая позже была признана виновной в уничтожении документов и была заключена в тюрьму на шесть недель. Позже семья заключила значительное соглашение в ее пользу, позволив ей построить замок Карбисдейл между 1906 и 1917 годами. До этого она жила в Сазерленд-Грейндж в Дедворте, примыкающем к Виндзору в Беркшире. Вдова Сазерленда, известная как герцогиня Блэр, вышла замуж в третий раз 12 ноября 1896 года (сентябрь 1904 года) за сэра Альберта Кея Роллита (1842—1922), члена Палаты общин от Айлингтон-Саут. Согласно одному источнику, до самой смерти она имела доход в 100 000 фунтов.